# Bainbridge (Georgia)
Bainbridge ist eine Stadt und zudem der County Seat des Decatur County im US-Bundesstaat Georgia mit 14.468 Einwohnern (Stand: 2020).

## Geographie
Bainbridge liegt zentral im Decatur County, an der Mündung des Flusses Flint in den Seminole-Stausee (Lake Seminole). Die Nachbarorte sind Climax, Attapulgus und Brinson. Die nächste größere Stadt, Tallahassee (Florida), befindet sich etwa 60 Kilometer südöstlich, die Hauptstadt Georgias, Atlanta, etwa 375 Kilometer nördlich. Das Stadtgebiet erstreckt sich über eine Fläche von 48,9 km².

## Geschichte
Bei der Ankunft der ersten Europäer im Jahr 1765 befand sich an Stelle der heutigen Stadt eine Indianersiedlung namens Pucknawhitla. Der erste europäische Handelsposten wurde Burgess Town und später, nach einem in der Nähe gelegenen Militärstützpunkt, Fort Hughes genannt. Am 2. Dezember 1824 wurde der Ort zum Verwaltungssitz des Countys ernannt und erhielt den Namen von William Bainbridge, einem Kommodore der Marine der Vereinigten Staaten. Am 22. Dezember 1829 wurde Bainbridge offiziell zur Stadt erhoben. Ein während des Zweiten Weltkriegs nahe der Stadt errichteter Trainingsflughafen für Kampfpiloten diente nach Kriegsende als Lager für deutsche Kriegsgefangene. Der Spitzname der Stadt, „The Oak City“, kommt von den zahlreichen Eichen in der Gegend.

## Demographische Daten
Laut der Volkszählung von 2010 verteilten sich die damaligen 12.697 Einwohner auf 4.757 bewohnte Haushalte, was einen Schnitt von 2,53 Personen pro Haushalt ergibt. Insgesamt bestehen 5.495 Haushalte.
66,1 % der Haushalte waren Familienhaushalte (bestehend aus verheirateten Paaren mit oder ohne Nachkommen bzw. einem Elternteil mit Nachkomme) mit einer durchschnittlichen Größe von 3,15 Personen. In 36,9 % aller Haushalte lebten Kinder unter 18 Jahren sowie in 27,1 % aller Haushalte Personen mit mindestens 65 Jahren.
30,2 % der Bevölkerung waren jünger als 20 Jahre, 25,7 % waren 20 bis 39 Jahre alt, 25,1 % waren 40 bis 59 Jahre alt und 18,9 % waren mindestens 60 Jahre alt. Das mittlere Alter betrug 35 Jahre. 47 % der Bevölkerung waren männlich und 53 % weiblich.
41,1 % der Bevölkerung bezeichneten sich als Weiße, 54,7 % als Afroamerikaner, 0,3 % als Indianer und 0,8 % als Asian Americans. 1,9 % gaben die Angehörigkeit zu einer anderen Ethnie und 1,3 % zu mehreren Ethnien an. 4,1 % der Bevölkerung bestand aus Hispanics oder Latinos.
Das durchschnittliche Jahreseinkommen pro Haushalt lag bei 24.869 USD, dabei lebten 32,5 % der Bevölkerung unter der Armutsgrenze.

## Öffentliche Einrichtungen
Die Stadt verfügt über eine öffentliche Bibliothek sowie mehrere öffentliche und private Schulen, darunter auch eine Highschool und seit 1973 ein College. Für die medizinische Versorgung der Bevölkerung steht ein öffentliches Krankenhaus zur Verfügung.

## Kultur und Sehenswürdigkeiten

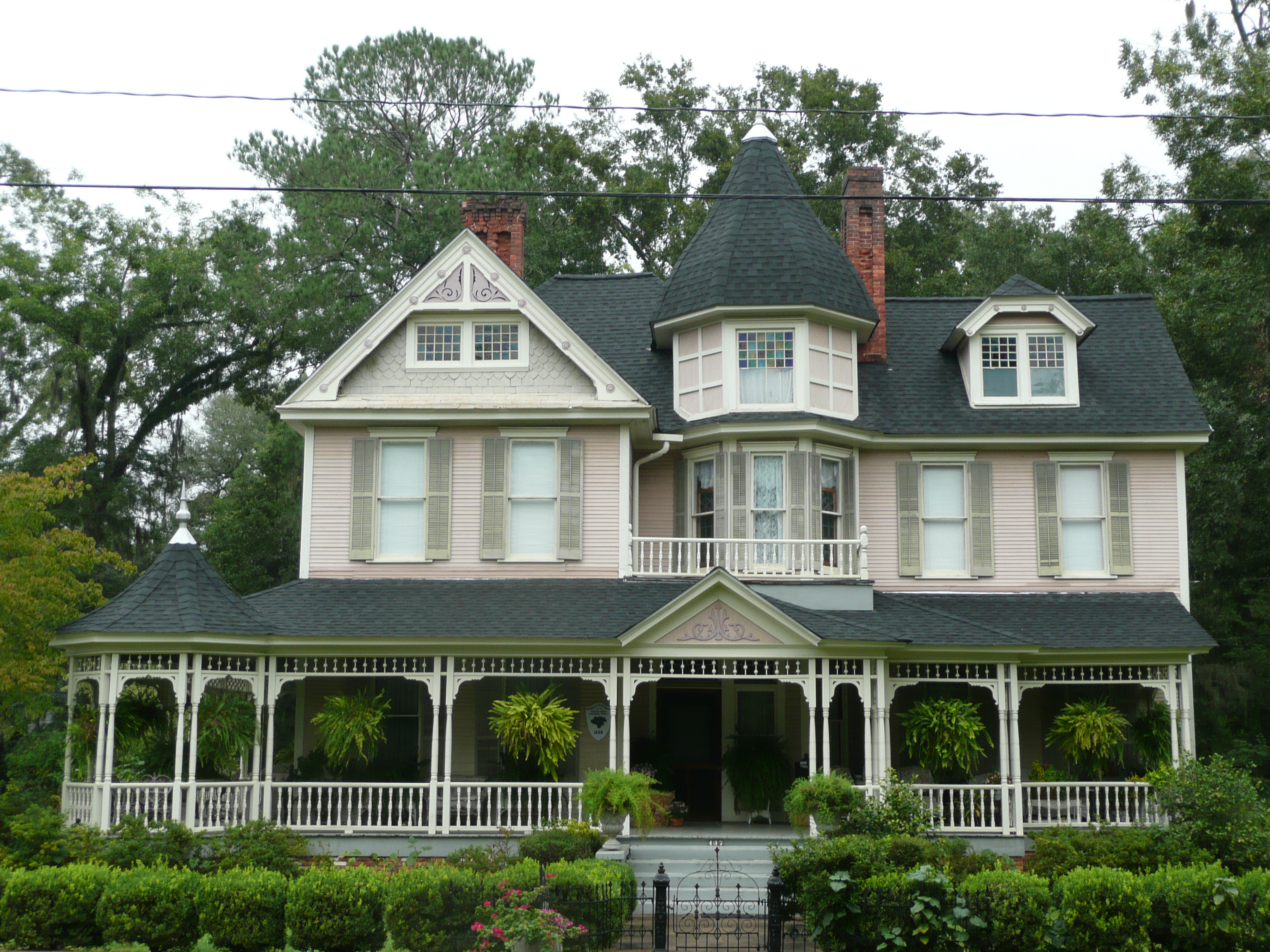
Viktorianisches Haus in Bainbridge

Bainbridge hat eine Vielzahl von Bauwerken vorzuweisen, die in der Kulturdenkmalliste der amerikanischen Bundesregierung verzeichnet sind, darunter das historische Gerichtsgebäude von Decatur County, welches 1902 im neoklassizistischen Baustil als Ersatz für einen Ziegelbau aus dem Jahr 1855 errichtet wurde sowie ein historisches Geschäftsviertel mit Gebäuden aus dem späten 19. und frühen 20. Jahrhundert. Die Decatur County Historical Society betreibt ein Heimatmuseum, in dem unter anderem antike Möbel, Haushaltsgegenstände und medizinische Gerätschaften aus der Pionierzeit ausgestellt werden. Der Seminole State Park, ein beliebtes Naherholungsgebiet südwestlich der Stadt, bietet auf einer Fläche von 2,44 km² Freizeitmöglichkeiten, ein Museum und einen Naturlehrpfad. Der Park beheimatet unter anderem Alligatoren und die seltene Georgia-Gopherschildkröte.

## Persönlichkeiten
- Shirley McBay (1935–2021), Chemikerin, Mathematikerin und Hochschullehrerin
- Travis Smith (* 29. April 1982 in Bainbridge), Schlagzeuger
- Young Stribling (* 26. Dezember 1904 in Bainbridge; † 3. Oktober 1933 in Macon), Boxer
- Marvin Griffin (* 4. September 1907 in Bainbridge; † 13. Juni 1982), Gouverneur von Georgia.
- Erik LaRay Harvey (* 1972 in Bainbridge), Schauspieler
- Dameon Pierce (* 2000), American-Football-Spieler